# Șacal auriu
Șacalul auriu (Canis aureus) este un mamifer carnivor sălbatic, din familia canidelor,  asemănător cu vulpea și lupul, de culoare galben-aurie, spre roșcat, cu coada scurtă, ciuntită la vârf, urechi relativ mari, ascuțite, îndreptate în sus și bot ascuțit. Lungimea corpului este de 0,70-1,05 m, iar greutatea poate atinge 15 kg. Trăiește în nordul Africii, sudul Asiei și în sudul Europei, inclusiv în România (subspecia Canis aureus moreoticus în sudul Olteniei, Munteniei și Dobrogei). Este un animal gregar, trăind în haite, fiind activ noaptea. În timpul împerecherii sau al căutării congenerilor din haită, scoate un urlet pătrunzător, caracteristic. Se încrucișează cu câinele și se poate îmblânzi relativ ușor. Se hrănește cu animale mici (păsări, șoareci sau alte rozătoare) și hoituri, consumă și multe vegetale. Bârlogul șacalului este ascuns în locuri singuratice, văgăuni cu mărăcinișuri, scobituri de pământ. Se împerechează în februarie-martie. După o gestație de 9 săptămâni, femela fată 4-8 pui, rareori mai mulți, care sunt lipsiți de vedere două săptămâni. Puii sunt alăptați 3 luni. Are o blană excelentă folosită în confecționarea articolelor de îmbrăcăminte.